# Danville (Washington)
Pour les articles homonymes, voir Danville.
Danville  est une census-designated place américaine de l'État de Washington dans le comté de Ferry. 
La population était de 34 habitants en 2010.